# 悲しみのアリア
「悲しみのアリア」（かなしみのアリア）は、石田ゆりのデビューシングル。1970年9月25日に東芝音楽工業（現・ユニバーサル ミュージック合同会社）より発売された。

## 解説
いしだあゆみの実妹として注目された中でのデビューで、作詞作曲には、同年3月に発売されヒットした『あなたならどうする』と同じ、なかにし礼と筒美京平が起用されている。曲のタイトルが示すとおり、ヨーロッパ的なエレガンスが漂う、清楚なマイナーメロディーが展開されている作品である。

## 収録曲
1. 悲しみのアリア
2. 愛は嘘をつけない
両曲とも、作詞：なかにし礼／作曲・編曲：筒美京平

## 収録アルバム
- 悲しみのアリア (#1、#2)
- 愛の詩集 石田ゆり ラヴ・アルバム (#2)
- ゴールデン☆ベスト 石田ゆり (#1、#2)

## 参加ミュージシャン

### リズムセクション
- 原田寛治 - ドラムス
- 寺川正興 - エレキ・ベース
- 村上光雄 - ギター
- 金成良悟 - アコースティック・ギター
- 飯芳馨 - チェンバロ
- 金山功 - グロッケン
- 森本恵夫 - ハーモニカ
- 西沢幸彦 - フルート